# اینکامپس هلث
اینکامپس هلث (انگلیسی: Encompass Health) شرکت مراقبت سلامت آمریکایی است، که در سال ۱۹۸۴ توسط ریچارد اسکروشی تأسیس شد.